# Lego Boost
Lego Boost (стилізоване написання BOOST) — набір для конструювання та програмування роботів, представлений компанією Lego в 2017 році. Призначений для дітей віком від 7 до 12 років.

## Набір
Набір включає в себе розумний блок під назвою Move Hub, який можна самостійно програмувати. В комплекті є інструкції для створення 5 роботів — Робот Верні, Кіт Френкі, Гітара 4000, Фабрика авто та Всюдихід M.T.R.4.

## Програмне забезпечення
Для програмування використовується спеціальне програмне забезпечення Lego BOOST, яке доступне для операційних систем Android (від версії 5.0), iOS, Fire OS та Windows 10.